# Acmaeodera fascigera
Acmaeodera fascigera es una especie de escarabajo del género Acmaeodera, familia Buprestidae. Fue descrita científicamente por Harold en 1869.
Esta especie se encuentra en el continente africano.